# Герб Бєлгородського району
Герб Бєлгородського району — офіційний символ Бєлгородського району, затверджений постановою голови адміністрації району № 931 від 1 листопада 1995 року.

## Опис
У розбитому начетверо чорному й зеленому полі золотий лев, і над ним обернений вправо срібний орел.
В основі герба лежить герб Бєлгорода та Бєлгородського повіту, затверджений 21 липня 1893 року.